# Ладинский язык
Лади́нский язы́к (также тиро́льский реторома́нский, доломи́тский, тренти́нский; самоназвание lingaz ladin) — один из языков ретороманской подгруппы романской группы индоевропейской языковой семьи, на котором говорят ладины.
Язык иногда рассматривался как один из вариантов единого ретороманского языка, вместе с наиболее близкими к ладинскому романшским (швейцарским ретороманским) и фриульским[уточнить].
Распространён на севере Италии в области Трентино-Альто-Адидже — на севере провинции Тренто и на юго-востоке провинции Больцано, а также в прилегающих районах Доломитовых Альп — на севере провинции Беллуно. Представлен рядом групп говоров, являющихся основным средством общения ладинов наряду с итальянским или немецким языками. На рубеже XX—XXI веков начата разработка стандартного ладинского языка (в вариантах Ladin dolomitan и Ladin standard), который ладинами в настоящее время практически не употребляется.
Общее число говорящих ― около 30 000 человек.

## Диалекты
К ладинскому языку относят следующие говоры:
- Гадерские (эннебергские) говоры в долине Валь-Гадера;
- Гарденские (ладинские) говоры в долине Валь-Гардена;
- Ливиналлонгские говоры в верховьях реки Кордеволе;
- Фассанские говоры, переходные к трентинским говорам ломбардского языка;
- Комеликский и ампецанский говоры, а также эртанский говор, переходные к фриульским говорам, в провинции Беллуно.
- Ноннский (или ноннсбергский) и зульцбергский говоры в долине Валь-ди-Соле, исчезнувшие к XX веку;
- Лачесский говор, употреблявшийся в XIV—XVIII веках в верховьях реки Адидже, возможно представлял собой продолжение мюнстерского ареала романшского языка.

## Википедия
В Википедии существует раздел на ладинском языке.
По состоянию на 14:54 (UTC) 1 августа 2025 года раздел содержит 180 790 статей, занимая по этому параметру 58-е место среди всех языковых разделов.
В разделе зарегистрировано 10 442 участника, трое из них имеют статус администратора; 38 участников совершили какие-либо действия за последние 30 дней; общее число правок за время существования раздела составляет 242 539.